# Monte Monega
El Monte Monega es una montaña de los Alpes Ligures que mide 1.882 m s. n. m.

## Geografía

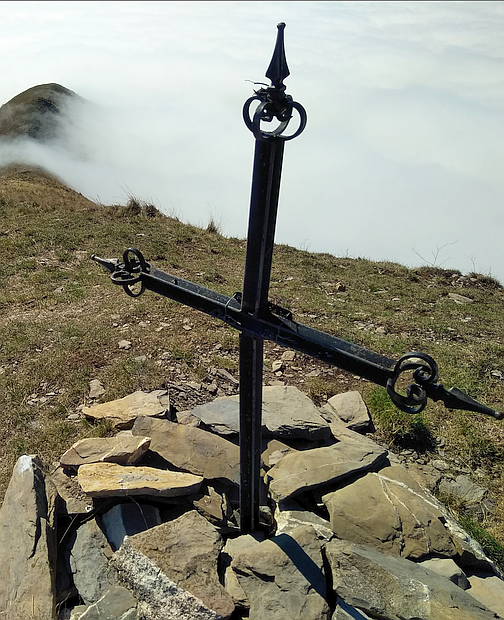
La cruz en la cima

La montaña se encuentra en la provincia de Imperia (Liguria) a lo largo de la divisoria de aguas entre el Valle de Arroscia (este) y el Valle del río Argentina (oeste).
Según la clasificación SOIUSA, el Monte Monega pertenece:
- Gran parte: Alpes occidentales
- Gran sector: Alpes del sudoeste
- Sección: Alpes Ligures
- Subsección: Alpes del Marguareis
- Supergrupo: Cadena del Saccarello
- Grupo: Grupo del Monte Saccarello
- Subgrupo: Costiera Monega-Carmo di Brocchi
- Código: I/A-1.II-A.1.b

Cerca de la cima de la montaña hay una cruz de la cumbre.

## Ascenso a la cima
Escalar el Monte Monega es muy fácil, y se puede partir o desde el Colle del Garezzo o desde el Passo dela Teglia.